# 八乙女駅
八乙女駅（やおとめえき）は、宮城県仙台市泉区八乙女中央一丁目にある仙台市地下鉄南北線の駅である。駅番号はN02。副駅名は「セレニティホスピス八乙女前」（2028年3月31日まで）。また、戦後に廃止された仙台鉄道にも八乙女駅が存在した。

## 歴史

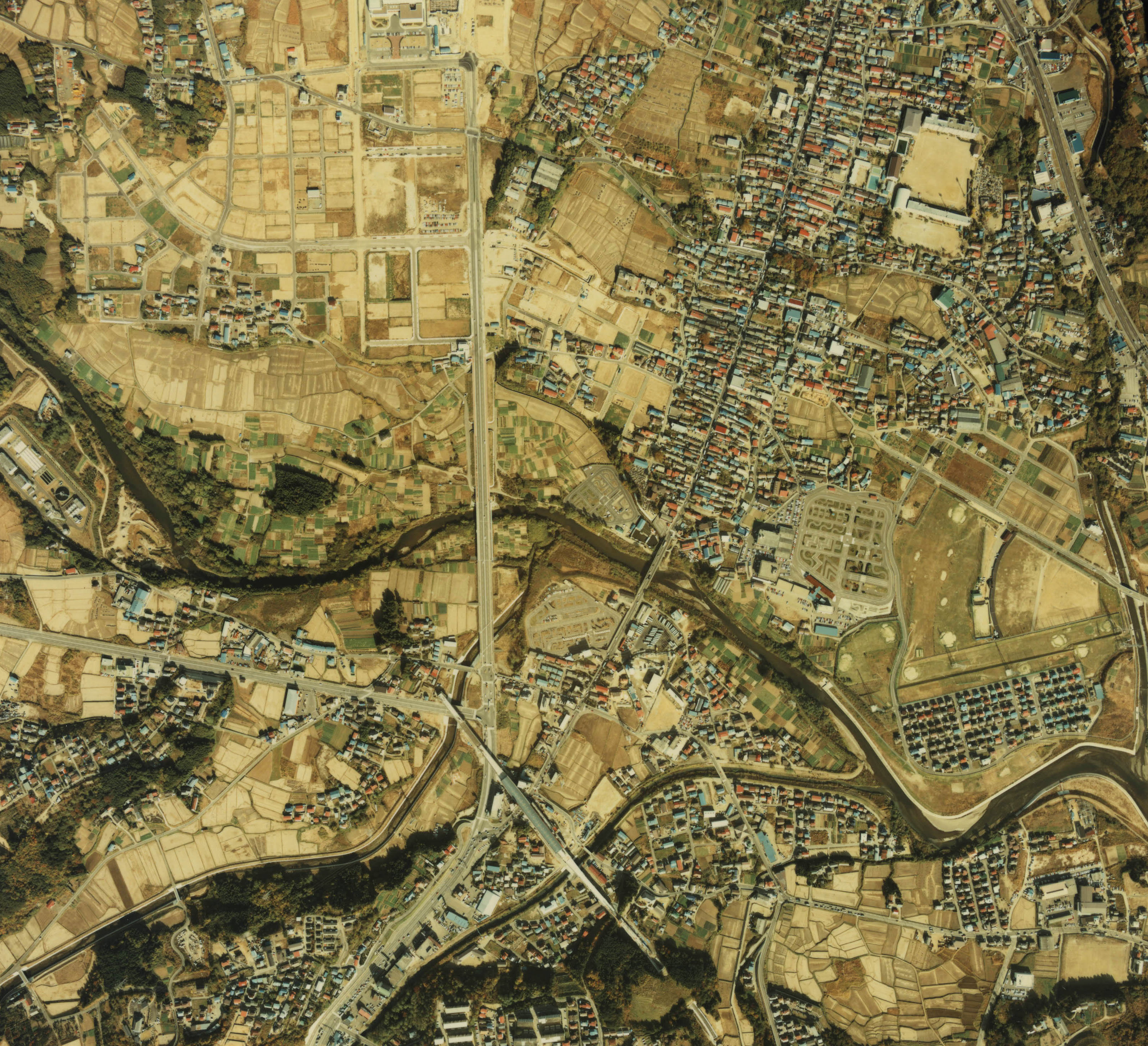
1984年（昭和59年）撮影。。
写真中央下に建設中の当駅が見える。

1922年（大正11年）から1950年（昭和25年）まで、宮城郡七北田村（後の泉市、現・仙台市泉区の東部）の後年、当駅が設置される地の近くには、仙台鉄道の七北田駅（北緯38度19分12.6秒 東経140度53分33.1秒 / 北緯38.320167度 東経140.892528度）および八乙女駅（北緯38度18分50.8秒 東経140度53分10秒 / 北緯38.314111度 東経140.88611度）が存在していた。
1975年（昭和50年）8月の仙台陸上交通審議会の答申では、地下鉄の（仮称）七北田駅の建設予定地を明示していないが、泉市七北田字川原（現・仙台市泉区八乙女中央三丁目）にある仙台市交通局七北田営業所（現・仙台市交通局実沢営業所七北田出張所、北緯38度18分56.5秒 東経140度53分10秒）が候補地になっていた。
泉市七北田字杉ノ田（現・仙台市泉区八乙女中央一丁目）に（仮称）七北田駅として建設された当駅は、正式駅名を八乙女駅として開業に至った。

### 年表
- 1987年（昭和62年）7月15日 - 泉市七北田字杉ノ田[3][4] に開業[5]。
- 1988年（昭和63年）3月1日 - 泉市が仙台市に編入合併されたため、住所が仙台市七北田字杉ノ田となる。
- 1989年（平成元年）4月1日 - 仙台市が政令指定都市に移行したため、住所が仙台市泉区七北田字杉ノ田となる。
- 1992年（平成4年）7月15日 - 泉中央駅まで延伸開業[6]。
- 1999年（平成11年）7月5日 - 住居表示実施により、住所が七北田字杉ノ田54-97から八乙女中央一丁目4-10となる[3][4][7]。
- 2010年（平成22年）2月13日 - 可動式ホーム柵の運用開始。
- 2011年（平成23年）
  - 3月11日 - 東北地方太平洋沖地震（東日本大震災）が発生。駅の上屋は鉄柱46本で支える構造であるが、鉄柱を基礎に固定するアンカーボルトが多くの箇所で破損し、ホームでも掲示板の落下やタイルの破損が見られた[8][9]。このため、当駅は使用中止となった。
  - 3月14日 - 台原駅 - 富沢駅間で運転が再開された。当駅は使用中止のままのため、代替バスが運行された[8]。
  - 4月29日 - 「震災復興キックオフデー」に合わせて泉中央駅 - 台原駅間の運転が再開し、全線復旧。同時に当駅も使用再開された。
- 2014年（平成26年）12月6日 - IC乗車券・icsca導入[10]。
- 2015年（平成27年）
  - 1月30日 - 駅構内売店が閉店。
  - 8月4日 - 駅2階改札外にファミリーマート八乙女駅店が開店[11][12]。
  - 12月24日 - 駅1階に「大衆食堂　八（はち）」が開店[13]。
- 2020年（令和2年）12月 - 「バスプール方面出口」を「バスのりば方面出口」に名称変更。
- 2021年（令和3年）2月26日 - 駅構内の内照式案内サインを更新。

## 駅構造
島式ホーム1面2線を有する高架駅で、ホームは3階、コンコースは2階にある。駅前にはバスのりばがあり、泉区南部の団地へのバスが接続する。
のりば
| 1 | ■ 南北線 |  | 仙台・長町・富沢方面 |  |
| 2 | ■ 南北線 |  | 泉中央方面           |  |

勾当台管区駅管轄。
駅外側の一階には、「ふみや」というそば・うどん主体の食堂があったが、2014年9月30日に閉店しており、新たに2015年12月24日に「大衆食堂　八（はち）」が開店した。

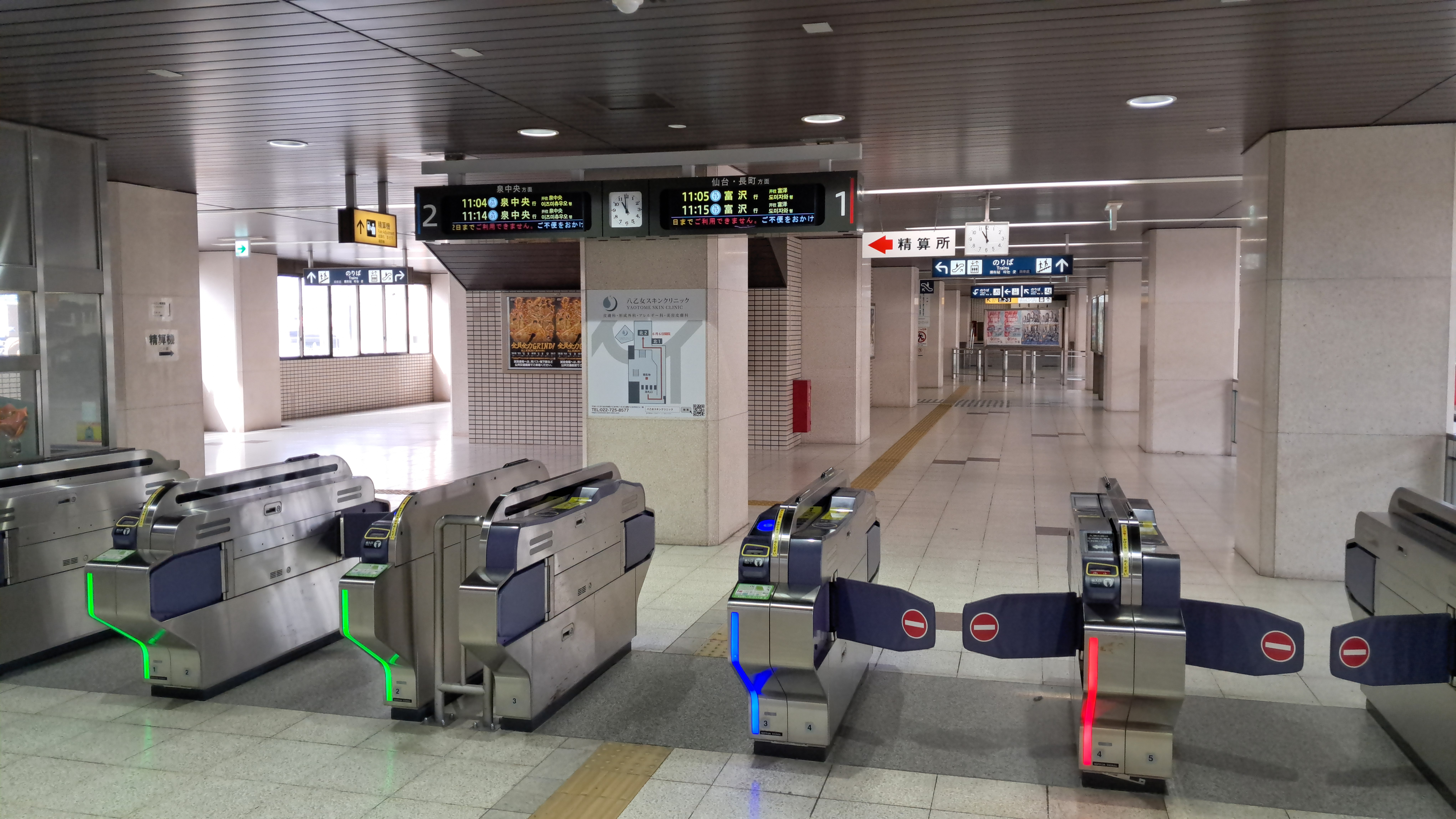
改札口（2025年2月）
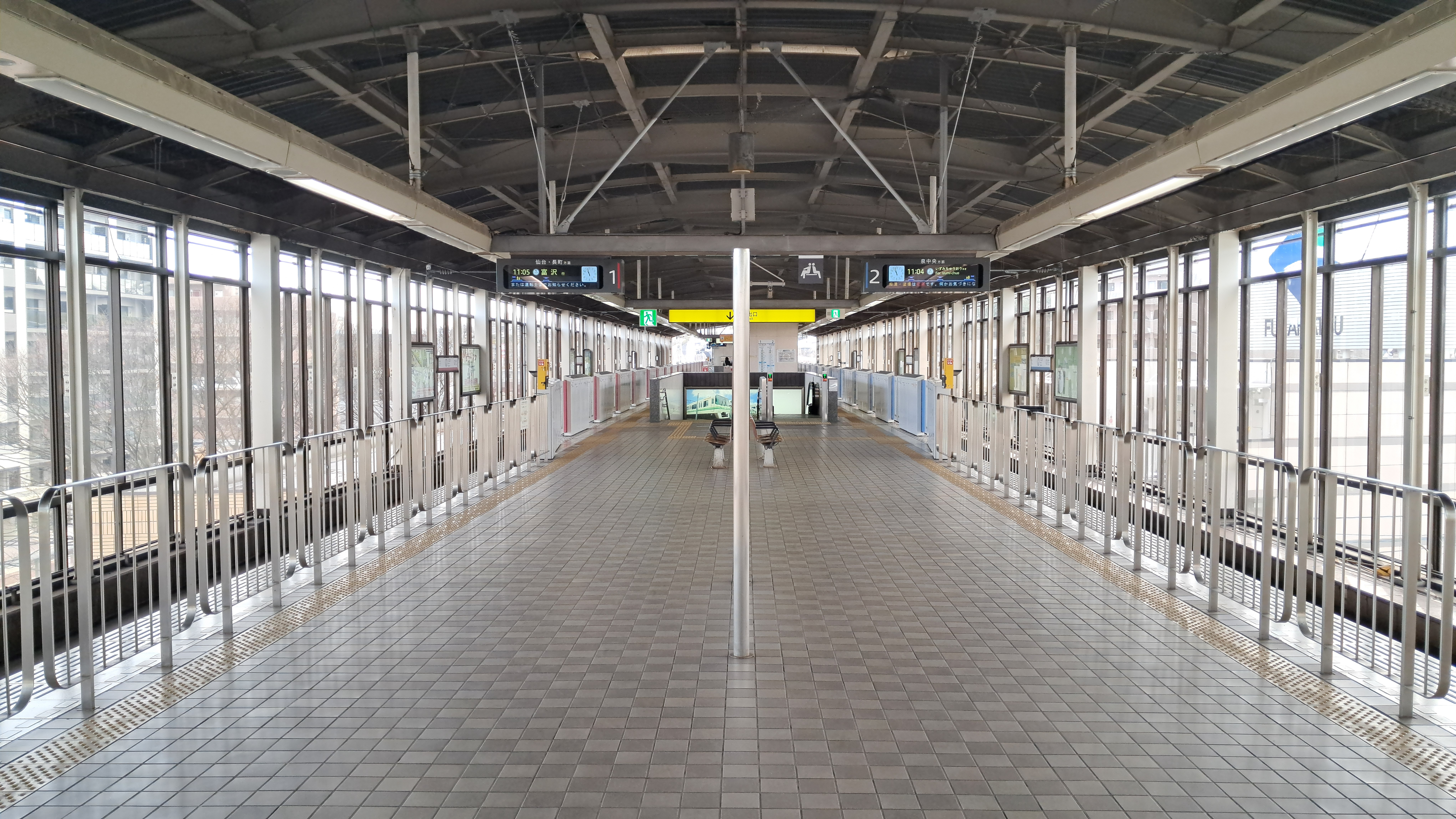
ホーム（2025年2月）

## 利用状況
| 乗車人員推移 | 乗車人員推移     |
| 年度         | 一日平均乗車人員 |
| ------------ | ---------------- |
| 2002         | 9,087            |
| 2003         | 8,773            |
| 2004         | 8,785            |
| 2005         | 8,677            |
| 2006         | 8,548            |
| 2007         | 8,377            |
| 2008         | 8,152            |
| 2009         | 7,595            |
| 2010         | 7,297            |
| 2011         | 6,599            |
| 2012         | 7,616            |
| 2013         | 7,833            |
| 2014         | 7,704            |
| 2015         | 7,857            |
| 2016         | 8,179            |
| 2017         | 8,458            |
| 2018         | 8,405            |
| 2019         | 8,295            |
| 2020         | 6,548            |
| 2021         | 6,621            |
| 2022         | 7,021            |
| 2023         | 7,372            |

- 2023年度（令和5年度）
  - 1日平均乗車人数：7,372人[14]

一日平均乗車人員（単位：人/日）

## 駅周辺
地下鉄八乙女駅は、旧・奥州街道（旧・陸羽街道、旧・国道4号、現・市道七北田幹線1号線）をまたぐ形で設置されており、県道仙台泉線（南北）と県道北環状線（東西）の2つの主要幹線道路が交わる八乙女交差点や、県道仙台泉線と市道七北田幹線1号線が分岐する杉ノ田交差点に隣接し、自動車交通の要所にある。また、駅の位置は七北田川南岸の河岸段丘上であり、高柳川、仙台川という七北田川の2つの支流に挟まれている。

### 東側
- 泉八乙女駅前郵便局
- 仙台スタジアム（ユアテックスタジアム仙台）
- ヨークベニマル 真美沢店
- カインズ仙台泉店
- 仙台市交通局七北田出張所
- 宮城第一信用金庫八乙女支店
- 七十七銀行泉支店

### 西側
- J:COM仙台キャベツ
- 東北生活文化大学・短期大学部・高等学校
- ヨークベニマル 上谷刈店

## バスのりば

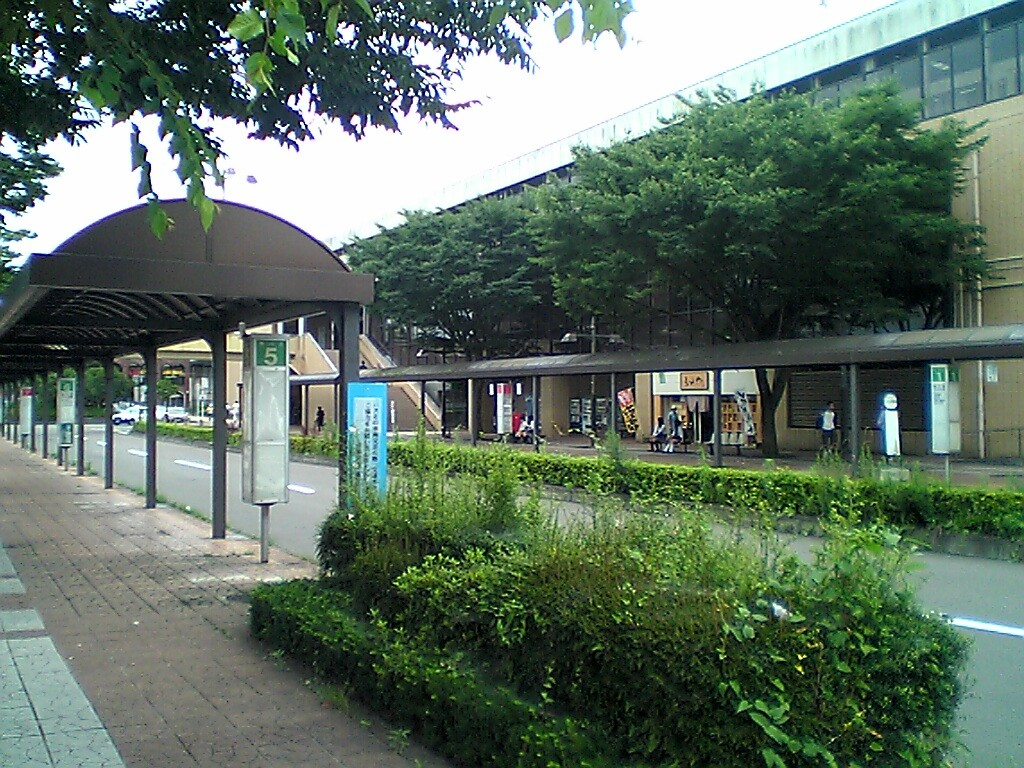
八乙女駅バスのりば

仙台市営バス・宮城交通が発着するバスのりばがある。1992年（平成4年）の泉中央駅開業までは八乙女駅が終端駅であり、バスとの乗り継ぎ指定駅になっていたため、旧・泉市や富谷町（現・富谷市）方面とのバスが多くここに発着していた。バスターミナル併設の泉中央駅開業後、八乙女駅のバス発着数は減ったものの、今も市内の主要バスターミナルの1つである。
- 1：【仙台市営・宮城交通】[S160][S161]黒松団地・仙台駅前、【仙台市営】[40]台原駅、【東日本急行】栗原市金成庁舎前
- 2：【宮城交通】加茂団地、長命ヶ丘、旭ヶ丘駅（加茂・虹の丘経由/みずほ台・虹の丘経由）、仙台駅前（みずほ台・虹の丘経由）
- 番号なし：【ミヤコーバス】（高速）古川・古川営業所
- 3：【宮城交通】鶴が丘ニュータウン、松陵ニュータウン
- 6：【仙台市営】[43][45][47]旭ケ丘駅（東黒松、南光台中学校、松森明神）
- 7：【宮城交通】明石台団地、新富谷ガーデンシティ
- 8：【宮城交通】向陽台団地
- 9：【宮城交通】仙台駅前（七北田橋方面より）
- 10：【宮城交通】仙台駅前（泉警察署前方面より）
- 11：【宮城交通】泉中央駅、泉中央駅経由向陽台団地、東北学院大学泉キャンパス、泉中央駅・住宅前経由鶴が丘ニュータウン、泉中央駅経由新富谷ガーデンシティ、南富谷サニータウン、泉ヶ丘経由富谷営業所

- 八乙女駅入口バス停（地下鉄乗り継ぎ制度のあった2015年12月6日までは指定バス停であった。ただし八乙女駅始発のバスは通過する。）
  - 【仙台市営】[30][X30]（仙台北環状線経由）南吉成、[35]（川平団地経由）北中山・聖和短大、[38]（北環状線経由）青陵校・貝ケ森一丁目、[30][35][38]泉中央駅
  - 【宮城交通】（みずほ台・虹の丘経由）旭ヶ丘駅・仙台駅前（泉中央駅発のみ停車）、泉中央駅

## 隣の駅
仙台市地下鉄
■南北線
泉中央駅 (N01) - 八乙女駅 (N02) - 黒松駅 (N03)

### かつて存在した路線
仙台鉄道
仙台鉄道線
東照宮前駅 - 八乙女駅 - 七北田駅